# Stuart River (Nechako River)
Der Stuart River ist ein Fluss im Nordosten der kanadischen Provinz British Columbia. Der Fluss trägt den Status eines British Columbia Heritage River.

## Flusslauf
Er fließt 110 km vom Stuart Lake bis zu seiner Mündung in den Nechako River und entwässert einen Teil des Nechako-Plateaus. Sein hydrologisches Einzugsgebiet umfasst 16.200 km². Die gesamte Flusslänge bis zur Quelle des Zuflusses Driftwood River beträgt 415 km.
Der Stuart River ist  von Bedeutung für die Geschichte British Columbias. Er bildete 1808 eine Teilstrecke der Expedition von Simon Fraser am  Fraser River hinunter zum heutigen Vancouver. Von Frasers Assistenten James McDougall entdeckt wurde er 1806 flussaufwärts erkundet. Benannt wurde er nach einem anderen Assistenten Frasers, John Stuart (1780–1847).
Während des Omineca-Goldrausch fuhren Dampfschiffe vom Quesnel-Gebiet am Fraser River den Fluss hinauf zum Stuart Lake.
Ein großer Teil seiner Fließlänge liegt in den beiden Teilgebieten des Stuart River Provincial Parks.

## Hydrologie
Auf seiner 110 km langen Fließstrecke weist der Stuart River ein Gefälle von etwa 50 m auf. Der Stuart River entwässert ein Areal von 16.200 km². Der mittlere Abfluss am Ausfluss aus dem Stuart Lake beträgt 131 m³/s. Die höchsten Abflüsse treten im Sommer in den Monaten Juni bis August auf.